# Ångeltjärnen, Härjedalen
Ångeltjärnen är en sjö i Härjedalens kommun i Härjedalen och ingår i Ljusnans huvudavrinningsområde. Sjön har en area på 0,131 kvadratkilometer och ligger 732,7 meter över havet. Sjön avvattnas av vattendraget Gruckan.

## Delavrinningsområde
Ångeltjärnen ingår i det delavrinningsområde (691886-134729) som SMHI kallar för Utloppet av Ångeltjärnen. Medelhöjden är 746 meter över havet och ytan är 2,66 kvadratkilometer. Räknas de 2 avrinningsområdena uppströms in blir den ackumulerade arean 11,28 kvadratkilometer. Gruckan som avvattnar avrinningsområdet har biflödesordning 2, vilket innebär att vattnet flödar genom totalt 2 vattendrag innan det når havet efter 374 kilometer. Avrinningsområdet består mestadels av skog (81 procent). Avrinningsområdet har 0,5 kvadratkilometer vattenytor vilket ger det en sjöprocent på 18,7 procent.